# Green Lantern (Six Flags Great Adventure)

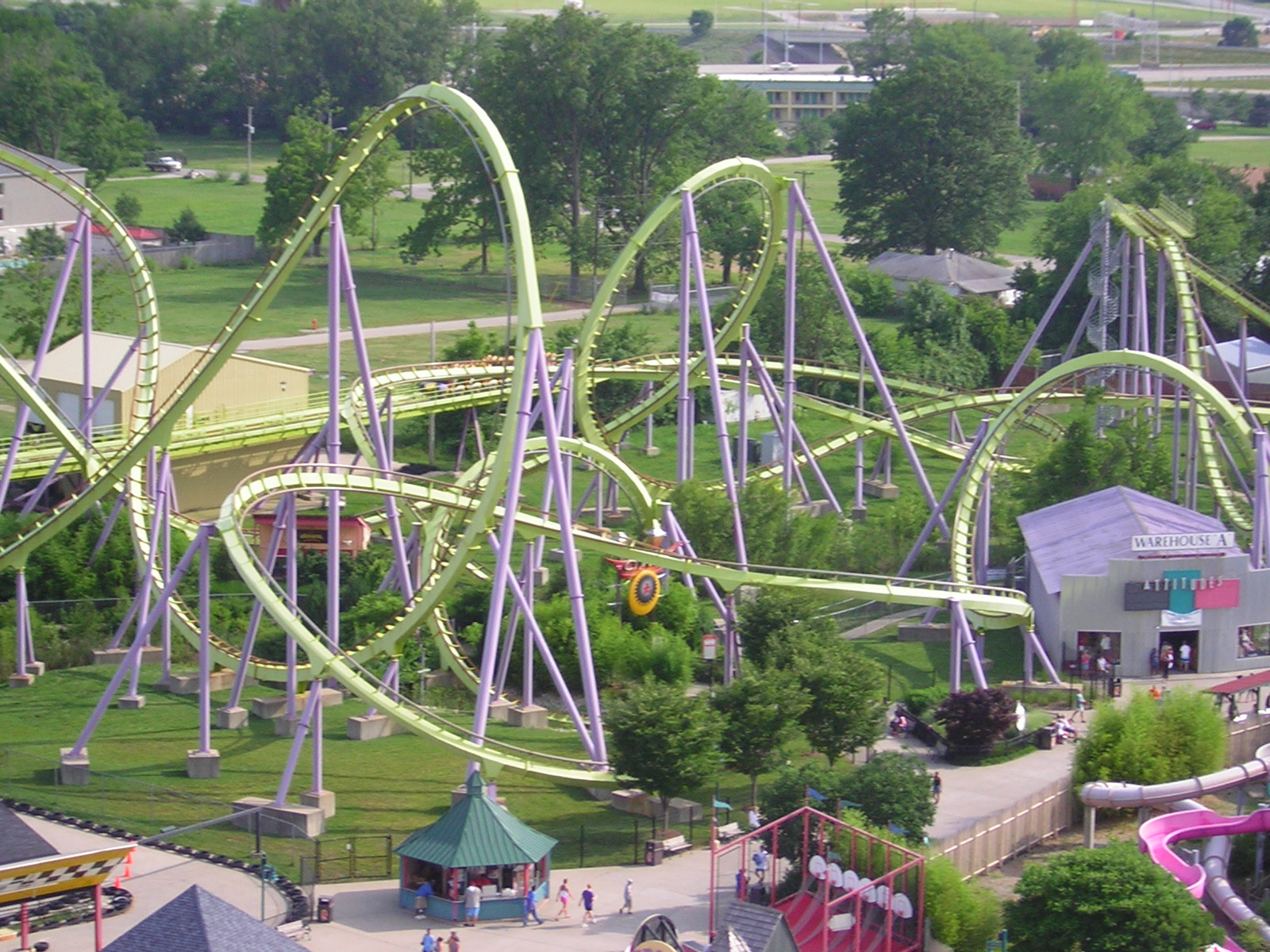
Chang in Six Flags Kentucky Kingdom

Green Lantern in Six Flags Great Adventure (Jackson, New Jersey, Vereinigte Staaten) war eine Stahlachterbahn vom Modell Stand-Up Coaster des Herstellers Bolliger & Mabillard, die im Mai 2011 eröffnet und im November 2024 geschlossen wurde. Ursprünglich wurde sie im April 1997 in Six Flags Kentucky Kingdom als Chang eröffnet und fuhr dort bis 2009. Sie wurde vom Ingenieurbüro Stengel GmbH konstruiert.
Zum Zeitpunkt ihrer Eröffnung galt sie als der höchste, schnellste und längste Stand-Up Coaster der Welt, ebenso was die Anzahl der Inversionen angeht. Sie übertraf in allen Punkten Mantis in Cedar Point, die ein Jahr zuvor eröffnet wurde. Die 1998 eröffnete The Riddler’s Revenge in Six Flags Magic Mountain übertraf allerdings ein Jahr später alle Rekorde von Green Lantern. 
Green Lantern besaß fünf Inversionen: einen 37,1 m hohen Looping, einen 31,6 m hohen Dive-Loop, einen 21,9 m hohen Inclined Loop, sowie zwei Korkenzieher.

## Züge
Green Lantern besaß drei Züge mit jeweils sieben Wagen. In jedem Wagen können vier Personen (eine Reihe à vier Personen) Platz nehmen. Als Rückhaltesystem kamen Schulterbügel zum Einsatz.